# The Miceks
The Miceks je rock band iz Zagreba, Utrina www.themiceks.com  Arhivirana inačica izvorne stranice od 7. rujna 2018. (Wayback Machine) Alen Kraljić - Kralja, dugogodišnji gitarista rock bendova Pips, Chips & Videoclips i Majke, nakon razlaza s Goran Bare, okupio je mlade glazbenike u garažama u Utrinama (Favele) koji su započeli rad na novom autorskom materijalu 2015. godine. Nakon nekoliko početnih postava, prvog singla Jesus, Stonesi i Ramonesi, bend se formirao i započeo s nastupima 2017. godine: Beer Fest Zagreb, Brijačnica, Split Blues festival, gosti na koncertu Psihomodo Pop - 30 godina zmaja na Šalati, Lent Fest Maribor,...  
Početkom proljeća 2018. godine bend je objavio svoj album prvijenac "Ljubav, voda i sloboda" u suradnji s izdavačkom kućom Dancing Bear, na kojem je 13 novih autorskih pjesama Kralje i benda, kojeg je kritika jako dobro prihvatila. 
”Ljubav, voda i sloboda” definitivno je povratak onom izvornom rocku (ipak je Kraljina gitara u pitanju). Bez previše kompliciranja, ovaj album je povratak u stari rock svijet, u kojem se ne eksperimentira sa svim i svačim, nego se izvlači maksimum iz električnih gitara, što od riffova, tema, pa do solaža.
"Osobno, uz inicijalno pružanje otpora (neke mi se pjesme ipak čine preduge) prilično sam lako podlegao diskretnom šarmu Mickesa, bilo bi lijepo da ovakav pravovjerni jako “old school” rock album razdrma već ustajali glazbeni hipsteraj i pokaže da glazbena prapovijest nije mrtva."
"Nije sve idealno na “Ljubavi, vodi i slobodi”, ali našpananost do daske odvrnutih gitara i pumpajuće ritam-sekcije sugeriraju da je Kralja bio u pravu kad je konstatirao da The Miceks, “nadahnuti svetim rock’n’ rollom”, stvaraju “buku ugodnu uhu, srcu dragu, žestoku, melodioznu i energičnu” dok u stihovima postavlja vječna pitanja o “ljubavi, nadi i slobodi”, odnosno nekom boljem, makar utopijskom, mjestu za život. Ukratko, ovi prvi mačići se u vodu ipak ne bacaju, a zgodno je ovaj debi pojmiti i kao malu školu rock’n’rolla jednog iskusnog gitarista koji u dušu poznaje svoj “zanat”, ali ga u praksi nakon odlaska iz Pipsa ipak nije dovoljno primjenjivao. S Miceksima je za Kralju, doslovce, ili sada ili nikada!"

## Diskografija

### Singlovi
- Jesus, Stonesi i Ramonesi - https://www.youtube.com/watch?v=dcDA7K2Q-E0
- Mr. Boong - https://www.youtube.com/watch?v=nTKbDF0vbJ4
- Meksiko - https://www.youtube.com/watch?v=4wkZRvMMznQ

## Članovi sastava
The Miceks su: 
- Alen Kraljić - Kralja - gitara
- Bruno Žabek - gitara
- Miro Tabak - bas
- Benjamin Mjeržva - bubnjevi
- Bruno Javor - vokal